# Francisco Javier Sandomingo
Francisco Javier Sandomingo Núñez (La Coruña, 25 de enero de 1954) es un antiguo diplomático español. 

## Biografía
Licenciado en Derecho, ingresó en 1980 en la carrera diplomática. Estuvo destinado en las representaciones diplomáticas españolas en Costa Rica, México, Tailandia y Cuba. Ha sido subdirector General de Europa Oriental, cónsul general de España en Hong Kong y embajador de España en la República de Zimbabue. Fue director general de Política Exterior para Iberoamérica (2004-2008) y embajador de España en Perú (2008-2011), sustituyéndolo Juan Carlos Sánchez Alonso. 
Posteriormente ha sido jefe de la Delegación de la Unión Europea en Nicaragua, Panamá, Costa Rica, El Salvador y Honduras (2011-2015); encargado de los Asuntos Latinoamericanos en la Escuela Diplomática (2015-2017); y embajador de España en Argentina (2017-2022).